# Viggo Pedersen
Viggo Pedersen (Viggo Christoffer Pedersen; * 22. April 1889 in Kopenhagen; † 16. April 1965 in Gentofte) war ein dänischer Langstreckenläufer.
Bei den Olympischen Spielen 1912 in Stockholm kam er im Crosslauf in der Mannschaftswertung auf den fünften und in der Einzelwertung auf den 23. Platz.
Viermal wurde er Dänischer Meister im Crosslauf (1909, 1910, 1912, 1914), dreimal über 10.000 m (1912–1914) und einmal im Marathon (1913).

## Persönliche Bestzeiten
- 5000 m: 15:43,2 min, 15. Juni 1913, Kopenhagen (ehemaliger nationaler Rekord)
- 10.000 m: 33:00,2 min, 11. Juli 1913, Kopenhagen (ehemaliger nationaler Rekord)